# Partycja wymiany
Partycja wymiany (SWAP) – systemowa partycja występująca w systemach typu UNIX. Służy do tymczasowego przechowywania danych w sytuacji, gdy ich ilość przekracza zasoby wolnej pamięci  RAM lub gdy z różnych powodów korzystniej jest przechowywać je (lub ich część) na dysku twardym. 
Systemy typu UNIX od dawna są wielowątkowe i umożliwiają priorytetowanie zadań i użytkowników. Zadania mniej ważne mogą zostać zapisane na partycji wymiany, udostępniając całą moc obliczeniową komputera dla ważniejszych procesów.

## Wielkość partycji wymiany
Wielkość zakładanej partycji wymiany uzależniona jest od wielkości fizycznie dostępnej w komputerze pamięci RAM, przeważnie jest ona dwa razy większa. Przy większej niż standardowa dostępności pamięci RAM, wielkość partycji wymiany może być symboliczna (np. 100 MB). Zbytnie zmniejszenie partycji wymiany może znacząco zmniejszyć wydajność komputera, dlatego decydując się na taki zabieg, należy brać pod uwagę także potrzeby oprogramowania i przeznaczenie komputera.